# Kirchenregion Sizilien

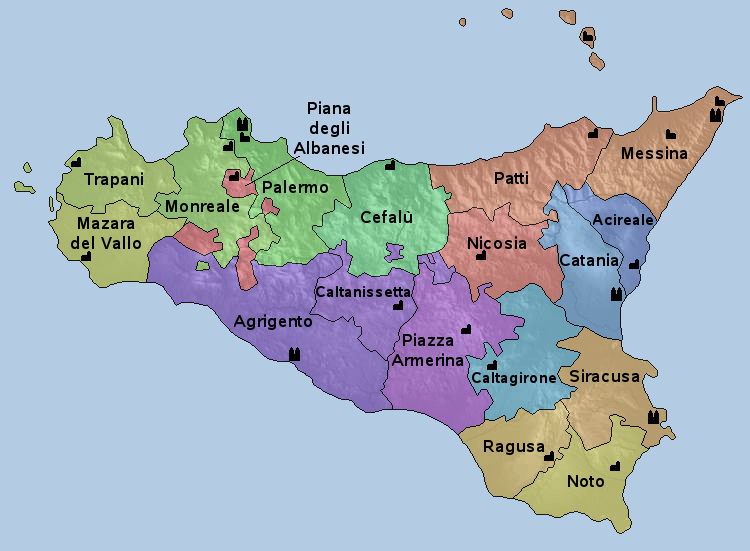
Karte der Diözesen und Bischofskirchen der Kirchenregion Sizilien

Die Kirchenregion Sizilien (italienisch Regione ecclesiastica Sicilia) ist eine der 16 Kirchenregionen der römisch-katholischen Kirche in Italien. Sie besteht aus 5 Kirchenprovinzen und insgesamt 18 Diözesen. Die Bischöfe der 18 Diözesen sind in der Sizilianischen Bischofskonferenz zusammengeschlossen.
Territorial entspricht die Kirchenregion Sizilien der italienischen Region Sizilien. Mehr als 97 % der Bewohner Siziliens gehören der römisch-katholischen Kirche an.

## Geschichte

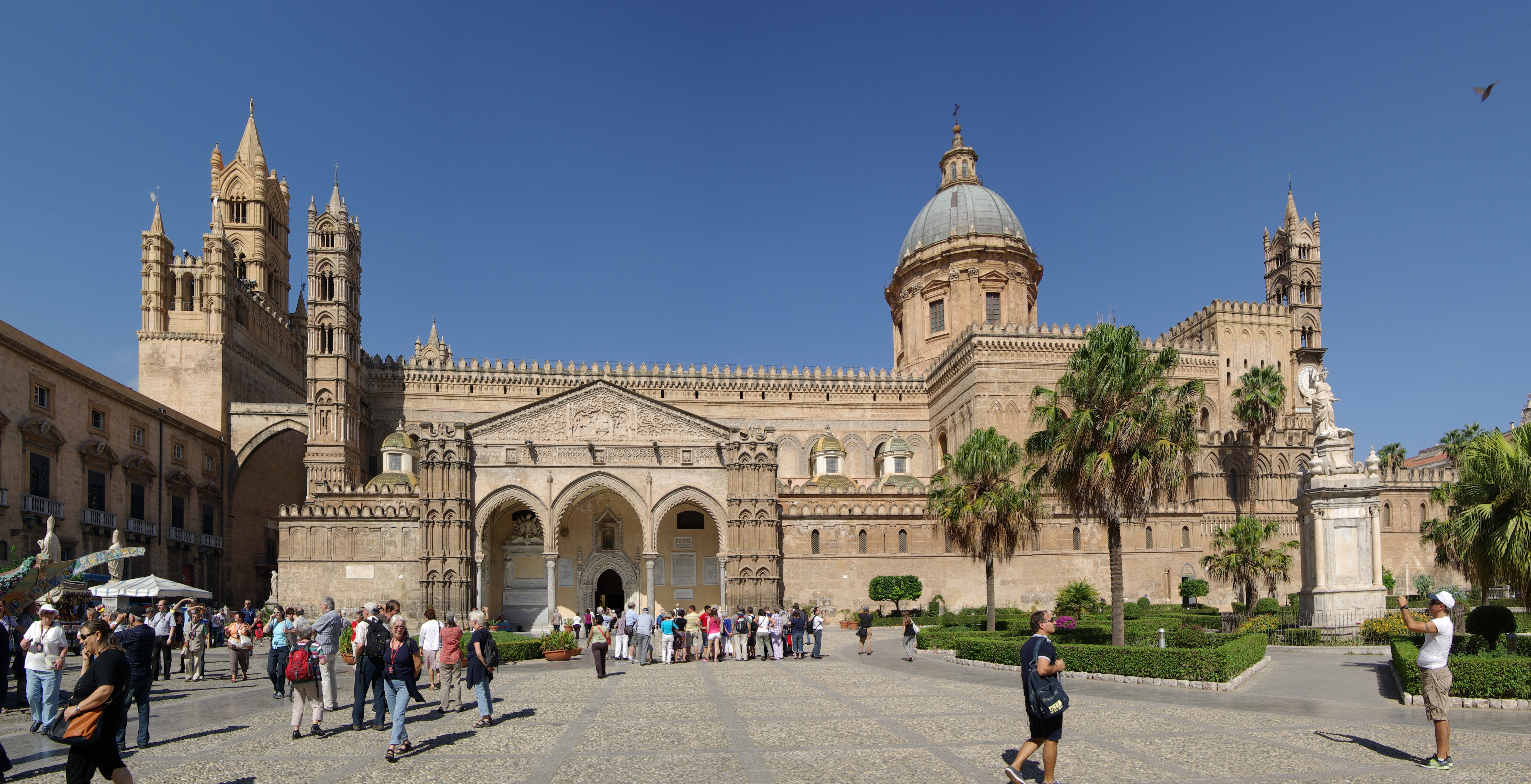
Kathedrale von Palermo

Die heutige Struktur der Kirchenregion Sizilien geht auf das Mittelalter zurück. Die antike Organisation der Katholischen Kirche in Sizilien war unter der arabischen Vorherrschaft untergegangen, nach der Eroberung durch die Normannen (ab 1061) gab es nur noch in Palermo einen griechischen Erzbischof. Dieser wurde von Roger I. wieder in die Kathedrale von Palermo eingesetzt, die zwischenzeitlich in eine Moschee umgewandelt worden war. Ab 1083 waren die Nachfolger dieses Erzbischofs Lateiner.

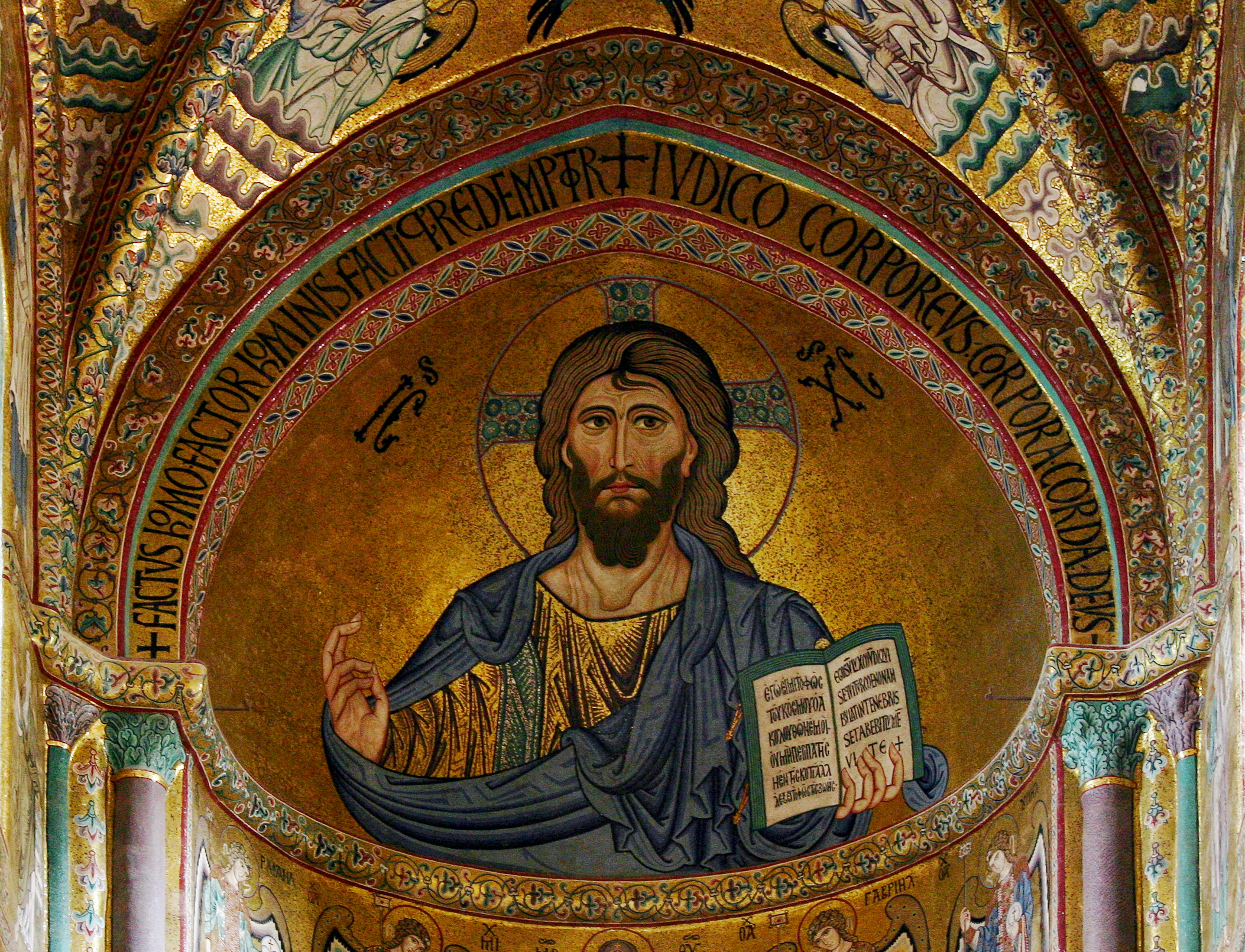
Christus Pantokrator im Apsismosaik der Kathedrale von Cefalù

Unter den Normannenherrschern wurden einige antike Bistümer wiedererrichtet, aber auch neue Bistümer geschaffen. Im Einzelnen waren das:
- unter Roger I. das Bistum Messina (ursprünglich in Troina, ab 1131/1166 Erzbistum) und die Bistümer Catania, Syrakus, Agrigent und Mazara del Vallo,
- unter Roger II. die Bistümer Cefalù und Lipari-Patti sowie das Archimandritat San Salvatore,
- unter Wilhelm II. das Erzbistum Monreale als politisches Gegengewicht zu dem nicht unter den Normannen gegründeten Erzbistum Palermo.

Die ursprünglich zweiteilige kirchliche Gliederung Siziliens mit den Metropolitansitzen Palermo und Messina wurde durch die Gründung des Erzbistums Monreale dreiteilig und blieb es bis ins 19. Jahrhundert. 1399 wurde das Bistum Lipari-Patti aufgeteilt in die Bistümer Lipari und Patti.

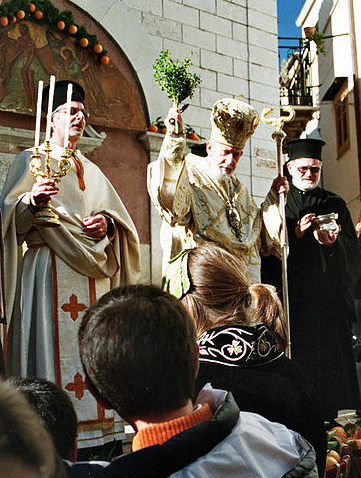
Liturgie der Epiphanie 2007 in der Eparchie Piana degli Albanesi

Im 19. Jahrhundert erfolgte in zwei Etappen (1816/17 und 1844) eine Neuordnung der Bistumsgrenzen. Die bestehenden, oft sehr großen Bistümer wurden verkleinert, und auf ihrem ehemaligen Territorium wurden neue Diözesen errichtet. So entstanden 1816/17 die Bistümer Caltagirone, Piazza Armerina und Nicosia, 1844 die Bistümer Acireale, Caltanissetta, Noto und Trapani. Ebenfalls 1844 wurde das Bistum Syrakus zum Erzbistum und Metropolitansitz erhoben und bildete mit seinen Suffraganbistümern Caltagirone, Piazza Armerina und Noto die vierte Kirchenprovinz Siziliens. 1859 wurde das Bistum Catania zum immediaten Erzbistum erhoben.
Im 20. Jahrhundert kamen zwei weitere Diözesen hinzu: 1937 die Eparchie Piana degli Albanesi für Katholiken des byzantinischen Ritus (vorwiegend Arbëresh in Piana degli Albanesi und den umliegenden Gemeinden), und 1950 das Bistum Ragusa. 1986 wurden das Erzbistum Messina, das Bistum Lipari und die 1206 gegründete Prälatur Santa Lucia del Mela zum Erzbistum Messina-Lipari-Santa Lucia del Mela zusammengefasst.
Am 2. Dezember 2000 erhielt die Kirchenregion Sizilien durch Papst Johannes Paul II. mit der Apostolischen Konstitution Ad maiori consulendum ihre heutige Struktur: Die Bistümer Catania und Agrigent wurden zu Metropolitanbistümern erhoben. Gleichzeitig wurde die Kirchenprovinz Monreale aufgelöst, und seine Bistümer wurden anderen Kirchenprovinzen zugeordnet. Das Erzbistum Monreale behielt zwar seinen Status als Erzbistum, wurde aber zum Suffraganbistum von Palermo.

## Unterteilung

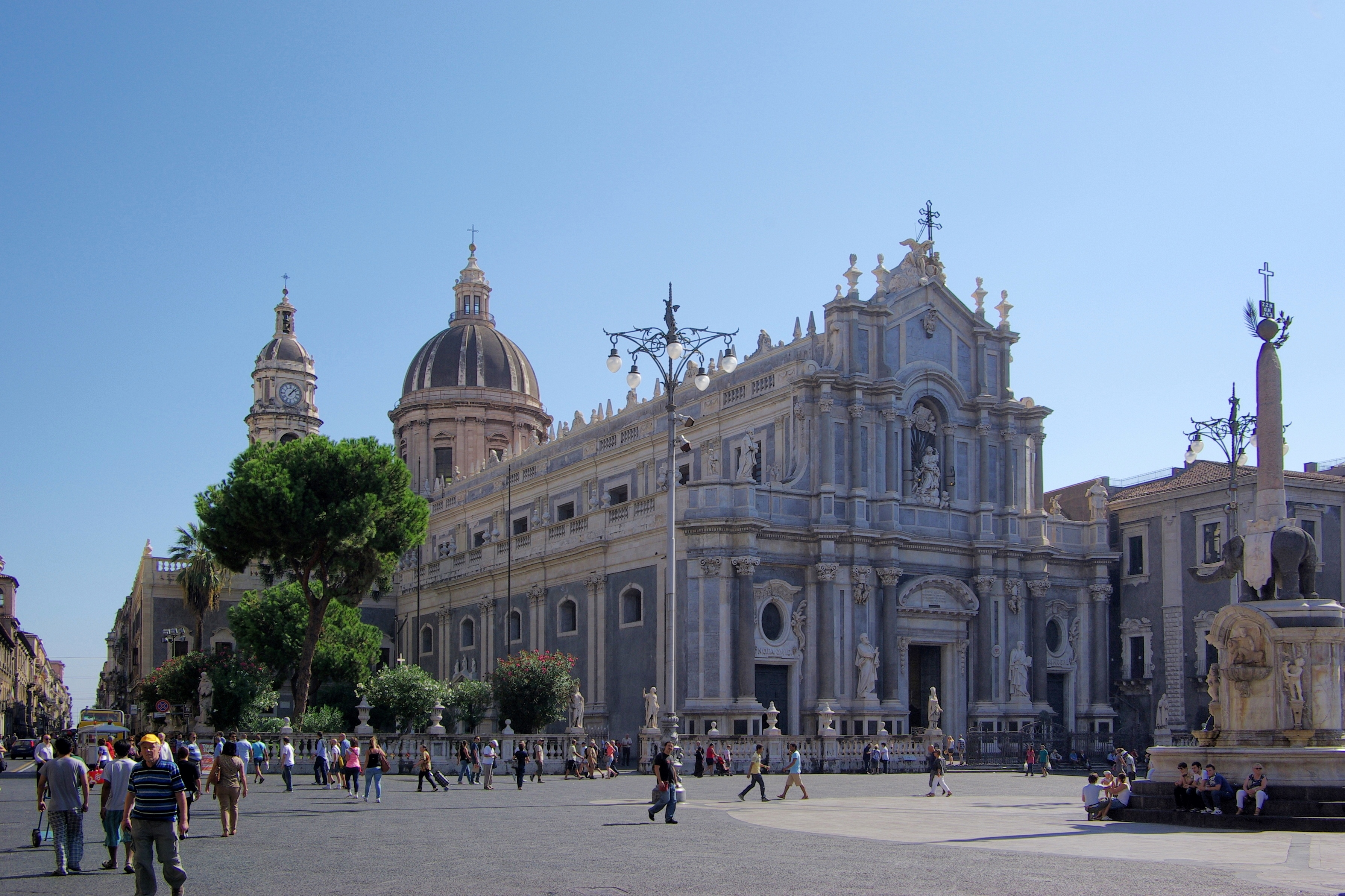
Kathedrale von Catania

Die Kirchenregion Sizilien ist in die 5 Kirchenprovinzen Agrigent, Catania, Messina-Lipari-Santa Lucia del Mela, Palermo und Syrakus aufgeteilt mit den 5 gleichnamigen Metropolitanbistümern und insgesamt 12 Suffraganbistümern. Hinzu kommt die Eparchie Piana degli Albanesi, eine Diözese für Katholiken des byzantinischen Ritus, die immediat, d. h. direkt dem Heiligen Stuhl unterstellt ist und keiner Kirchenprovinz angehört.
Erläuterungen
- em. = emeritiert
- KK = Konkathedrale
- nom. = nominiert
- Wb. = Weihbischof

| Diözese                                        | Bistumstyp         | Kirchenprovinz                      | Bischofskirche | Bischof                                                                        |
| ---------------------------------------------- | ------------------ | ----------------------------------- | --- | ------------------------------------------------------------------------------ |
| Bistum Acireale                                | Suffraganbistum    | Catania                             | Maria Santissima Annunziata in Acireale | Antonino Raspanti                                                              |
| Erzbistum Agrigent                             | Metropolitanbistum | Agrigent                            | San Gerlando in Agrigent | Alessandro Damiano Carmelo Ferraro (em.) Francesco Kardinal Montenegro (em.)   |
| Bistum Caltagirone                             | Suffraganbistum    | Catania                             | San Giuliano in Caltagirone | Calogero Peri OFMCap                                                           |
| Bistum Caltanissetta                           | Suffraganbistum    | Agrigent                            | Santa Maria La Nova in Caltanissetta | Mario Russotto                                                                 |
| Erzbistum Catania                              | Metropolitanbistum | Catania                             | Sant’Agata in Catania | Luigi Renna Salvatore Gristina (em.)                                           |
| Bistum Cefalù                                  | Suffraganbistum    | Palermo                             | Santissimo Salvatore in Cefalù | Giuseppe Marciante Vincenzo Manzella (em.)                                     |
| Bistum Mazara del Vallo                        | Suffraganbistum    | Palermo                             | Santissimo Salvatore in Mazara del Vallo | Domenico Mogavero                                                              |
| Erzbistum Messina-Lipari- Santa Lucia del Mela | Metropolitanbistum | Messina-Lipari-Santa Lucia del Mela | Maria Santissima Assunta in Messina Santissimo Salvatore in Messina (KK) San Bartolomeo in Lipari (KK) Maria Santissima Assunta in Santa Lucia del Mela (KK) | Giovanni Accolla Calogero La Piana SDB (em.)                                   |
| Erzbistum Monreale                             | Suffraganbistum    | Palermo                             | Santa Maria La Nova in Monreale | Gualtiero Isacchi (nom.) Salvatore Di Cristina (em.) Michele Pennisi (em.)     |
| Bistum Nicosia                                 | Suffraganbistum    | Messina-Lipari-Santa Lucia del Mela | San Nicola di Bari in Nicosia | Giuseppe Schillaci Salvatore Muratore (em.)                                    |
| Bistum Noto                                    | Suffraganbistum    | Syrakus                             | Santi Nicolò di Mira e Corrado in Noto | Antonio Staglianò Giuseppe Malandrino (em.)                                    |
| Erzbistum Palermo                              | Metropolitanbistum | Palermo                             | Maria Santissima Assunta in Palermo | Corrado Lorefice Salvatore Kardinal De Giorgi (em.) Paolo Kardinal Romeo (em.) |
| Bistum Patti                                   | Suffraganbistum    | Messina-Lipari-Santa Lucia del Mela | San Bartolomeo in Patti | Guglielmo Giombanco Ignazio Zambito (em.)                                      |
| Eparchie Piana degli Albanesi                  | immediat           | -                                   | San Demetrio Megalomartire in Piana degli Albanesi Santa Maria dell’Ammiraglio in Palermo (KK)                                                               | vakant Giorgio Demetrio Gallaro (em.)                                          |
| Bistum Piazza Armerina                         | Suffraganbistum    | Agrigent                            | Maria Santissima Assunta in Piazza Armerina | Rosario Gisana                                                                 |
| Bistum Ragusa                                  | Suffraganbistum    | Syrakus                             | San Giovanni Battista in Ragusa | Giuseppe La Placa Paolo Urso (em.) Carmelo Cuttitta (em.)                      |
| Erzbistum Syrakus                              | Metropolitanbistum | Syrakus                             | Santa Maria delle Colonne in Syrakus | Francesco Lomanto Giuseppe Costanzo (em.) Salvatore Pappalardo (em.)           |
| Bistum Trapani                                 | Suffraganbistum    | Palermo                             | San Lorenzo Martire in Trapani | Pietro Maria Fragnelli Francesco Miccichè (em.)                                |

## Statistische Daten

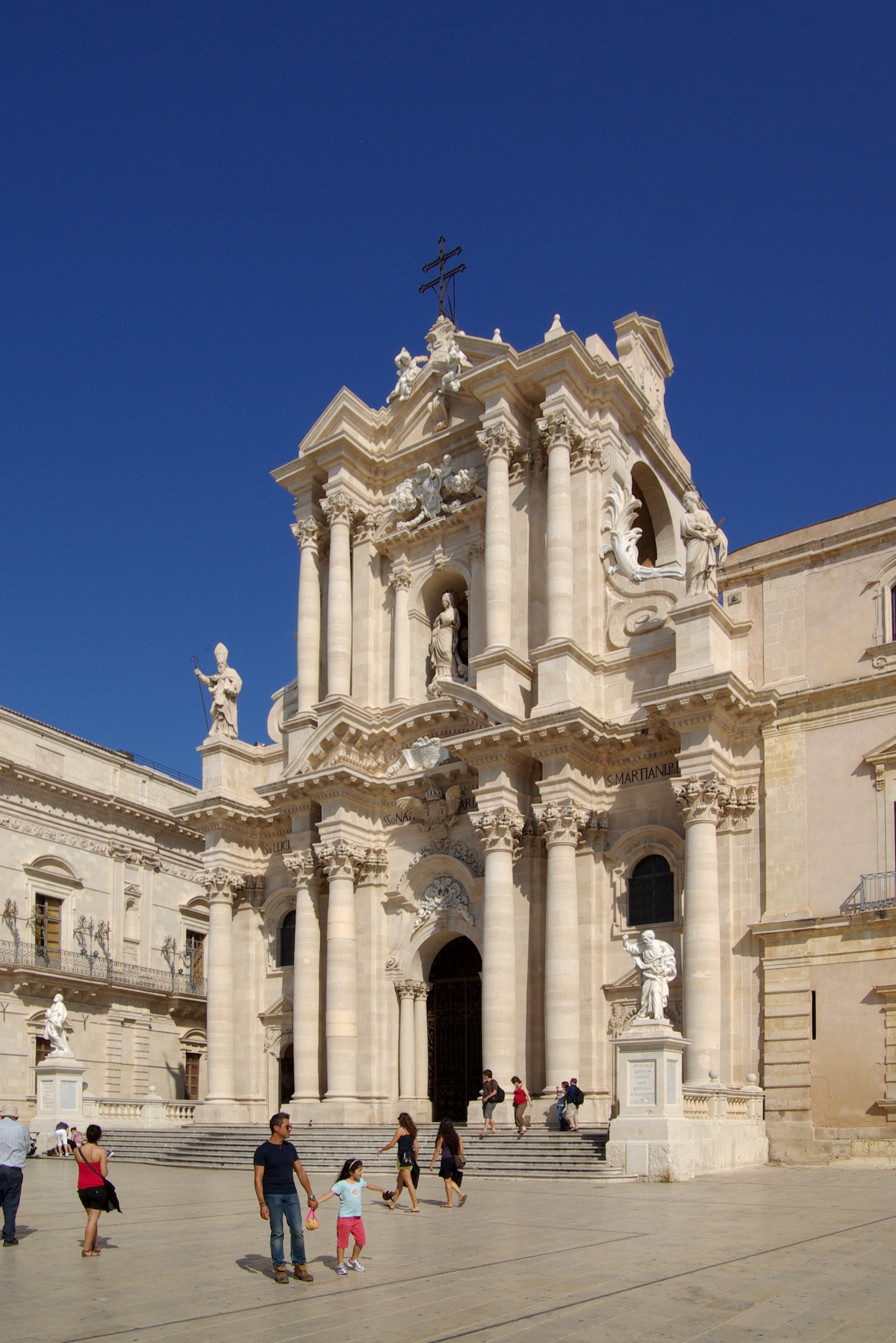
Kathedrale von Syrakus

Die Bistümer sind in insgesamt 1.751 Pfarreien unterteilt. Dem Klerus der Katholischen Kirche in Sizilien gehören 2.217 Weltpriester, 923 Ordenspriester und 257 ständige Diakone an.
Diese Daten und die der folgenden Tabelle sind dem Annuario Pontificio 2008 (Redaktionsschluss 31. Dezember 2007) entnommen.
Erläuterungen
- Eb. = zum Erzbistum erhoben
- lat. = latinisiert
- Met. = zum Metropolitansitz erhoben
- neu = Neugründung nach der arabischen Vorherrschaft
- zus. = mit anderen Jurisdiktionsbezirken zusammengeschlossen

| Diözese                                       | Errichtung                                          | Fläche in km² | Einwohner | Katholiken | Kath.% | Pfarreien | Welt- priester | Ordens- priester | Ständige Diakone |
| --------------------------------------------- | --------------------------------------------------- | ------------- | --------- | ---------- | ------ | --------- | -------------- | ---------------- | ---------------- |
| Bistum Acireale                               | 1844                                                | 665           | 225.900   | 223.625    | 99,0   | 111       | 126            | 34               | 9                |
| Erzbistum Agrigent                            | 3.–4. Jh., neu 12. Jh., Eb./Met. 2000               | 3.041         | 474.333   | 465.000    | 98,0   | 194       | 228            | 48               | 35               |
| Bistum Caltagirone                            | 1816                                                | 1.551         | 154.220   | 150.982    | 97,9   | 57        | 79             | 13               | 9                |
| Bistum Caltanissetta                          | 1844                                                | 1.120         | 148.675   | 148.260    | 99,7   | 54        | 104            | 16               | 7                |
| Erzbistum Catania                             | 1. Jh., neu 1092, Eb. 1859, Met. 2000               | 1.332         | 703.368   | 694.000    | 98,7   | 155       | 257            | 141              | 33               |
| Bistum Cefalù                                 | 8. Jh., neu 1131                                    | 1.718         | 112.972   | 110.950    | 98,2   | 53        | 71             | 24               | 2                |
| Bistum Mazara del Vallo                       | 1093                                                | 1.374         | 236.103   | 222.870    | 94,4   | 66        | 70             | 30               | 0                |
| Erzbistum Messina-Lipari-Santa Lucia del Mela | 5. Jh., neu 1081, Eb./Met. 1131, zus. 1883 und 1986 | 1.848         | 490.000   | 483.000    | 98,6   | 244       | 228            | 139              | 69               |
| Erzbistum Monreale                            | 1176 als Eb./Met.                                   | 1.509         | 235.600   | 219.900    | 93,3   | 86        | 122            | 34               | 3                |
| Bistum Nicosia                                | 1817                                                | 1.475         | 80.538    | 80.012     | 99,3   | 40        | 62             | 6                | 3                |
| Bistum Noto                                   | 1844                                                | 1.355         | 214.400   | 212.500    | 99,1   | 98        | 99             | 24               | 15               |
| Erzbistum Palermo                             | 1. Jh., Eb./Met. 11. Jh., lat. 1083                 | 1.366         | 912.506   | 890.100    | 97,5   | 178       | 229            | 272              | 32               |
| Bistum Patti                                  | 1131 / 1399                                         | 1.646         | 165.000   | 160.000    | 97,0   | 84        | 120            | 4                | 0                |
| Eparchie Piana degli Albanesi                 | 1937                                                | 420           | 30.000    | 28.500     | 95,0   | 15        | 30             | 1                | 1                |
| Bistum Piazza Armerina                        | 1817                                                | 2.003         | 221.779   | 218.900    | 98,7   | 75        | 101            | 33               | 8                |
| Bistum Ragusa                                 | 1950                                                | 1.029         | 217.822   | 211.268    | 97,0   | 71        | 104            | 31               | 8                |
| Erzbistum Syrakus                             | 1. Jh., neu 1093, Eb./Met. 1844                     | 1.341         | 334.600   | 324.500    | 97,0   | 76        | 108            | 37               | 10               |
| Bistum Trapani                                | 1844                                                | 1.089         | 206.753   | 206.403    | 99,8   | 94        | 79             | 36               | 13               |

Anmerkungen
1. 1 2 3  Die 1131 durch Gegenpapst Anaklet II. erfolgten Einrichtungen und Erhebungen von Bistümern wurden von Rom zunächst nicht anerkannt und erst 1166 von Papst Alexander III. erneut vollzogen
2. ↑  Sitz zunächst in Troina, erst ab 1096 in Messina
3. ↑  Vereinigung des Erzbistums Messina mit dem Archimandritat San Salvatore (1131)
4. ↑  aus dem Erzbistum Messina, dem Bistum Lipari (6.Jh./1131) und der Prälatur Santa Lucia del Mela (1206)
5. ↑  1399 wurde das Bistum Lipari-Patti in zwei eigenständige Bistümer aufgeteilt